# Isaac Parker
Isaac Charles Parker (Barnesville, Ohio, 15 de octubre de 1838 – Fort Smith, Arkansas, 17 de noviembre de 1896) fue un juez estadounidense del siglo XIX. Tuvo a su cargo la administración de justicia en el denominado Territorio Indio, lugar de gran incidencia criminal en ese entonces. Ha sido conocido popularmente como el «Juez de la Horca» por el alto número de casos sentenciados que finalizaron en la pena capital de muerte por ahorcamiento.

## Infancia y juventud
Isaac Parker fue el último hijo del matrimonio de Jane y Joseph Parker. Creció en las afueras de la localidad de Barnesville, en el condado de Belmont, Ohio. La familia vivía en una zona eminentemente agrícola, pero al chico no le interesaban en demasía las labores al aire libre. Su preocupación principal era la de educarse. En su juventud trabajó como maestro de escuela para obtener instrucción superior y, a sus diecisiete años, decidió estudiar leyes.       
Después de trabajar como aprendiz en el área legal, pasó el examen de autorización para convertirse en abogado en 1859. Se dirigíó a la ciudad de St. Joseph, Misuri, donde trabajó en una oficina jurídica. Obtuvo empleo en cortes criminales y fue elegido como fiscal de la ciudad. Con la llegada de la guerra civil, se enlistó en el 61.er Regimiento de Emergencia de Misuri. En 1861 contrajo matrimonio.

## Carrera política y judicial
En 1868 Parker buscó obtener una plaza como Juez del Distrito Número 12 de Misuri, algo que consiguió. Sin embargo, sus  ambiciones políticas le llevaron a ser elegido congresista en 1870, cargo donde tuvo un desempeño sobresaliente, obteniendo una reelección en 1872. En tales periodos destacó por su defensa de la Oficina de Asuntos Indígenas y abogó por el justo trato a los amerindios en la zona del Territorio Indio. Su cargo terminó en 1874 y buscó un puesto en una oficina pública.
Debido al buen trabajo realizado con el Partido Republicano en sus años de legislador, obtuvo del presidente Ulysses S. Grant la nominación de Jefe de la Corte de Justicia en el Territorio de Utah en 1875. Pero, al mismo tiempo, Parker solicitó una plaza para la cabeza del Juzgado Federal del Distrito Oeste de Arkansas en Fort Smith. Al final, el presidente le otorgó este cargo. La jurisdicción del juzgado comprendía, en ese entonces, el violento Territorio Indio.  
La anterior administración de este juzgado había estado marcada por la corrupción. En el primer periodo de Parker, ocho individuos fueron encontrados culpables y sujetos a pena de muerte. El 3 de septiembre de 1875, seis hombres fueron ahorcados en el fuerte Smith frente a 5.000 personas. Estos hechos mostraban que las leyes en la oficina se estaban cumpliendo.
Debido a disposiciones legales, la Corte Federal se reunía cada dos meses. Pero, debido a la carga laboral, los periodos se fusionaron en uno solo. El juez Parker se dedicó por entero a sus labores trabajando seis días a la semana. En 1883 una fracción del territorio pasó a manos de Texas y Kansas, lo que resultó en una descarga de trabajo. No obstante, la llegada de más pobladores desde el este del país hacía que las labores no menguaran. En ese tiempo Parker tuvo un destacado rol en su comunidad, lo mismo que su esposa.
En 1889 el congreso de la nación estipuló que los casos de la Corte Federal de Fort Smith fueran revisados por la Corte Suprema de los Estados Unidos. Esto trajo como consecuencia varias restricciones a sus labores y, lo más grave, un buen número de rechazos de sus decisiones relativas a penas capitales, con órdenes de ser revisadas.
En el año 1895 las últimas secciones territoriales le fueron sustraídas a la Corte Federal del Territorio Indio; tal disposición sería cumplida el 1 de septiembre de 1896. Ese mismo año ocurrió el intento de escape del criminal Cherokee Bill, incidente del cual Parker culpó al Departamento de Justicia y a la Corte Suprema. El siguiente año, dos meses después de entrar en vigencia las normas relativas a la reducción de la jurisdicción, el afamado juez Parker murió.

## El «Juez de la Horca»

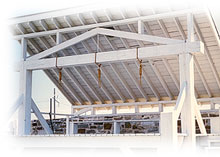
Vista actual del patíbulo en Fort Smith.

La posteridad le ha asignado al jurista el mote de «Juez de la Horca» por el excesivo número de casos que resultaron en penas de muerte por ahorcamiento. Muchos de ellos atrajeron la atención pública y no hicieron más que ensombrecer su actividad legal.  Parker, en sus palabras, se propuso construir «la fuerza moral de una Corte Federal enérgica». Agregado a todo esto, la zona donde se encontraba su jurisdicción, el Territorio Indio, estaba infestada de criminales producto de la violencia generada por la guerra civil, además de los constantes movimientos poblacionales debido a la expansión de la frontera estadounidense hacia el oeste de la nación.
El mito a su alrededor se inició aproximadamente en los años 1920, y fue aumentando a mediados del siglo XX con la proliferación de novelas wéstern, que acrecentaron su leyenda. Algunos de los relatos surgidos eran, por ejemplo, que él observaba en persona las ejecuciones, cuando en realidad lo hacía el oficial a cargo; se asevera también —sin evidencia— que lloraba al momento de dar sentencia de muerte; o que pronunciaba tres veces el final del sentenciado con estas palabras: «Sea ahorcado, hasta que esté muerto, muerto, muerto», algo también sin fundamento. 
Desde 1873 hasta 1896, ochenta y seis individuos fueron ahorcados en Fort Smith. De ellos, setenta y nueve durante la administración del Juez Parker. En total, Parker dictó 160 sentencias a muerte, de las cuales 43 fueron cambiadas a prisión de por vida. El principal ejecutor de las provisiones judiciales era George Maledon, quien tuvo a su cargo 60 ejecuciones.
A pesar de todo este panorama sombrío, a Parker se le considera un individuo recto y justo a la hora de tratar con malhechores de poca monta. Por ejemplo, Belle Starr recibió prisión de un año por el robo de un caballo, y a un anciano de 98 años, que había sido culpado de fraude, le dijo: «Vete a casa y no peques más».
En una entrevista otorgada antes de morir, comentó acerca de su trabajo:  

Por muchos años, fue con los malhechores de este inmenso territorio de 74.000 millas cuadradas, que abarca hasta Colorado, con quienes tuve que lidiar. Los criminales fueron llevados a Fort Smith (…) Eran maleantes o tal vez demonios con forma humana. Sus crímenes fueron premeditados y hechos con saña. El robo era la principal motivación, y las víctimas eran usualmente hombres con quienes los asesinos habían viajado en largas jornadas en solitario a través de las llanuras.

Además, relató acerca de lo que periódicamente confrontaba:

La gente me ha dicho: «Usted ha ahorcado a muchos hombres»; yo siempre respondía: «No soy yo quien los ejecutó. Nunca he ahorcado a un hombre. Es la Ley».

### En inglés
- Kathy Weiser (2007), Judge Isaac Parker - Hanging Judge of Indian Territory
- Judge Isaac C. Parker, en www.nps.gov
- Isaac Parker, en www.spartacus.schoolnet.co.uk
- Hanging Judge Isaac Parker, en www.fortsmith.org
- Isaac Charles Parker, en www.infoplease.com

- Datos: Q327898
- Multimedia: Isaac Parker / Q327898